# Веретье-1
Веретье-1 — деревня в Великолукском районе Псковской области России. Входит в состав сельского поселения «Переслегинская волость».
Расположена в центре района, в 8 км к северо-западу от райцентра Великие Луки и в 5 км к северо-востоку от волостного центра Переслегино. Севернее находятся деревни Веретье-2 и Веретье-3.
Численность населения по оценке на 2000 год составляла 18 человек, на 2010 год — 21 человек.